# Lijst van National Historic Sites of Canada in Newfoundland en Labrador
Dit is een lijst van National Historic Sites in de Canadese provincie Newfoundland en Labrador. Er bevinden zich 47 National Historic Sites in Newfoundland en Labrador, waarvan er 10 beheerd worden door Parks Canada (hieronder aangeduid door het beverpictogram ). Fort Amherst, Fort Townshend en Signal Hill waren in 1951 de eerste sites van de provincie die door Canada erkend werden als National Historic Site.

## National Historic Sites
| Site                                                                                | Datum                                        | Erkenning | Locatie                         | Beschrijving | Afbeelding |
| ----------------------------------------------------------------------------------- | -------------------------------------------- | --------- | ------------------------------- | --- | ---------- |
| Battle Harbour Historic District                                                    | c. 1770–80 (opgericht)                       | 1996      | Battle Harbour                  | Een goed voorbeeld van een traditioneel Newfoundlands vissersdorpje. De gebouwen, constructies en open ruimtes doen denken aan de typische 19e- en vroeg-20e-eeuwse vissersdorpen |            |
| Beothuksite van Boyd's Cove                                                         | c. 3000 v.Chr. (menselijke bewoning)         | 1995      | Boyd's Cove                     | Een belangrijke archeologische site die veel heeft bijgedragen over de kennis van het Beothukvolk en hun neergang |            |
| Cable Building                                                                      | 1913 (afgewerkt)                             | 2008      | Bay Roberts                     | Newfoundland was een belangrijk telecommunicatiecentrum aan het begin van de 20e eeuw omdat het de kortste verbinding tussen Noord-Amerika en Europa bood. Het gebouw was het belangrijkste relais voor het transatlantische netwerk van de Western Union Telegraph Company                                                                    |            |
| Castle Hill                                                                         | 1692 (opgericht)                             | 1968      | Placentia                       | De overblijfselen van Franse en Britse vestingwerken met uitzicht op de stad. De verdedigingen speelden een belangrijke rol in zowel de lokale verdediging als de grotere militaire belangen van Frankrijk en Groot-Brittannië in Atlantisch Canada                                                                                            |            |
| Christ Church / Quidi Vidi Church                                                   | 1842 (afgewerkt)                             | 1966      | Quidi Vidi, St. John's          | Een bescheiden, houten kerk, gelegen op een steile heuvel met uitzicht op de haven van Quidi Vidi. Vertegenwoordiger van de snel verdwijnende architectuur van de 19e-eeuwse outports |            |
| Colony of Avalon                                                                    | 1621 (opgericht)                             | 1953      | Ferryland                       | Best bewaarde vroege Engelse nederzetting in Canada |            |
| Crow's Nest Officers' Club                                                          | 1942 (opgericht)                             | 2011      | St. John's                      | De club werd tijdens de Tweede Wereldoorlog geopend voor zeegaande geallieerde officieren en liet de matrozen een deel van de muur versieren als aandenken aan hun schip. De club blijft, samen met zijn militaire memorabilia en kunstwerken, een gedenkteken voor de inspanningen van de oorlog op zee                                       |            |
| Fort Amherst                                                                        | 1777 (opgericht)                             | 1951      | St. John's                      | De site van het Britse fort gebouwd om de monding van de haven van St. John's te bewaken, waarvan er geen zichtbare overblijfselen zijn. Genoemd naar William Amherst die St. John's heroverde op de Fransen in 1762 |            |
| Fort Townshend                                                                      | 1773 (opgericht)                             | 1951      | St. John's                      | Een archeologische site op de voormalige locatie van een Brits fort dat diende als het hoofdkwartier van het garnizoen van Newfoundland van 1779 tot 1871. De site is nu de locatie van The Rooms |            |
| Fort William                                                                        | 1697 (opgericht)                             | 1952      | St. John's                      | De plaats van een fort dat diende als het oorspronkelijke hoofdkwartier van het Britse garnizoen in Newfoundland, en dat driemaal werd aangevallen door de Fransen. Het fort vertegenwoordigde de eerste officiële militaire aanwezigheid in St. John's, hoewel het in 1770 door Fort Townshend werd verdrongen en in 1881 werd afgebroken     |            |
| Voormalig gebouw van de Bank of British North America                               | 1850 (afgewerkt)                             | 1990      | St. John's                      | Een bakstenen gebouw van drie en een halve verdieping met mansardedak en Italiaanse kenmerken dat van 1849 tot 1985 veel van de grootste banken van Newfoundland huisvestte. Nauw verbonden met de evolutie van het bankwezen in Newfoundland                                                                                                  |            |
| Government House                                                                    | 1831 (afgewerkt)                             | 1982      | St. John's                      | Een landhuis in palladiaanse stijl, oorspronkelijk gebouwd voor Thomas Cochrane, de eerste burgerlijke gouverneur van de Kolonie Newfoundland. De bouw markeerde de overgang van de kolonie van een marine- naar een burgerlijk bestuur en het huis dient sindsdien als de ambtswoning van de gouverneurs en vicegouverneurs van Newfoundland. |            |
| Harbour Grace Court House                                                           | 1830 (afgewerkt)                             | 1966      | Harbour Grace                   | Een stenen gebouw van twee verdiepingen dat wordt gekenmerkt door een gespleten trap op de voorgevel. Het oudste nog bestaande openbare gebouw in de provincie |            |
| Hawthorne Cottage                                                                   | 1830 (afgewerkt)                             | 1978      | Brigus                          | Een pittoresk landhuis met een wrap-aroundveranda dat de thuis van poolreiziger Robert Bartlett was |            |
| Hebron Mission                                                                      | 1829 (opgericht)                             | 1976      | Hebron                          | Een complex van gekoppelde gebouwen, waaronder een kerk, een zendingshuis en een winkel, allemaal in een door de Duitsers beïnvloedde bouwstijl. Een Moravisch centrum van godsdienstonderwijs aan de plaatselijke Inuit, dat ook commerciële en medische doeleinden diende                                                                    |            |
| Hopedale Mission                                                                    | 1782 (opgericht)                             | 1970      | Hopedale                        | Een complex van grote, houten gebouwen gebouwd door de Moravische Kerk. Herdenkt de interactie tussen de Inuit van Labrador en de missionarissen en is een vertegenwoordiger van Moravische missie-architectuur in Labrador |            |
| Kitjigattalik – Hoornsteengroeves van Ramah                                         | 3000 v.Chr.–1400 na Chr.                     | 2015      | Torngat Mountains National Park | Steengroeve van unieke hoornsteen die op grote schaal verhandeld werd in Oost-Amerika |            |
| Indian Point                                                                        | c. 200 v.Chr.–ca. 1820                       | 1978      | Beothuk Lake                    | Goed gedocumenteerde Beothuksite |            |
| Kathedrale Basiliek van Sint-Johannes de Doper                                      | 1855 (afgewerkt)                             | 1983      | St. John's                      | Stenen kathedraal, gebouwd in Lombardisch-neoromaanse stijl, die een belangrijke rol gespeeld heeft in de religieuze, politieke en sociale geschiedenis van de provincie |            |
| Archeologische site van L'Anse Amour                                                | c. 7000 v.Chr.–1500 v.Chr.                   | 1978      | L'Anse Amour                    | Een van de grootste en langst gebruikte Indiaanse bewoningsites van Labrador. Vroegst bekende begrafenismonument in de Nieuwe Wereld |            |
| L'Anse aux Meadows                                                                  | c. 1000 na Chr.                              | 1968      | L'Anse aux Meadows              | De enige gekende nederzetting opgericht door Vikingen in Noord-Amerika, met het vroegste bewijs van Europeanen in Canada. Erkend als werelderfgoedsite. |            |
| Mallard Cottage                                                                     | c. 1820 (afgewerkt)                          | 1983      | Quidi Vidi, St. John's          | Een huis in houtskeletbouw met schilddak en een centrale schoorsteen, typerend voor de volkshuisvesting gebouwd door Ierse immigranten in de eerste helft van de 19e eeuw |            |
| Murenlandschap van Grates Cove                                                      | 1790 (opgericht)                             | 1995      | Grates Cove                     | Een grasachtig landschap van ruim 60 hectare op een winderige landtong. Kleine vruchtbare tuinen, afgebakend door stenen muren, vormen een zeldzaam overlevend voorbeeld van een gemeenschappelijk systeem van land- en gemeenschapsorganisatie uniek voor Newfoundland                                                                        |            |
| Murray Premises                                                                     | 1849 (afgewerkt)                             | 1976      | St. John's                      | Een complex van drie voormalige magazijnen. Gedenkteken van de kantoren en pakhuizen die ooit de haven van St. John's omzoomden en van de lange traditie van de zeehandel van de stad |            |
| Nationaal Oorlogsmonument van Newfoundland                                          | 1924                                         | 2019      | St. John's                      | Indrukwekkend, heroïsch gedenkteken voor het offer van Newfoundland tijdens de Eerste Wereldoorlog en daaropvolgende conflicten; locatie waar Sir Humphrey Gilbert in 1583 Newfoundland claimde voor Engeland |            |
| Okak                                                                                | c. 5550 v.Chr. (eerste menselijke bewoning)  | 1978      | Okak                            | Zestig archeologische vindplaatsen, daterend vanaf 5550 v.Chr., die representatief zijn voor bewoning van de Maritiem-Archaïsche cultuur tot en met de Labrador-Inuit. Tevens locatie van de op een na oudste Moravische missie in Labrador, gesticht in 1776 en verlaten in 1919                                                              |            |
| Port au Choix                                                                       |                                              | 1970      | Port au Choix                   | Twee uitzonderlijke zeldzame en rijke precolumbiaanse archeologische sites, de ene een Maritiem-Archaïsche begraafplaats en de andere een bewoningssite in Paleo-Eskimo's. |            |
| Port Union Historic District                                                        | 1916 (opgericht)                             | 1998      | Trinity Bay North               | Het enige dorp in Canada dat gesticht is door een vakbond. Het door de Fishermen's Protective Union langs een lege kuststrook gebouwde dorp staat bekend voor zijn commercieel succes ondanks de aanwezigheid van stevige concurrentie van commerciële handelaars                                                                              |            |
| Red Bay                                                                             | c. 1550 (oprichting walvishaven)             | 1979      | Red Bay                         | Een werelderfgoedsite en de locatie van een van de grootste walvishavens die tussen 1550 en 1620 gebruikt werd door Baskische walvisjachtexpedities vanuit Frankrijk en Spanje. Goed bewaarde overblijfselen van de 16e-eeuwse walvisjachtactiviteiten, zowel op het land als in het water van de haven                                        |            |
| Rennie's Mill Road Historic District                                                | 1846 (opgericht)                             | 1987      | St. John's                      | Oorspronkelijk een voorstad met grote, houten huizen, voornamelijk van de late 19e tot het begin van de 20e eeuw. Een opmerkelijk homogene groepering van woningen van de hoge middenklasse, geassocieerd met prominente Newfoundlanders uit die tijd                                                                                          |            |
| Ryan Premises                                                                       | 1857 (opgericht)                             | 1987      | Bonavista                       | Een cultuurlandschap met residentiële en commerciële structuren die typerend zijn voor een 19e-eeuwse handelsgerichte outport van Newfoundland, nog steeds in hun oorspronkelijke omgeving aan zee gelegen |            |
| Sint-Johannes de Doperkathedraal                                                    | 1850 (afgewerkt)                             | 1979      | St. John's                      | Een prachtige stenen kathedraal ontworpen door George Gilbert Scott voor de oudste Anglicaanse parochie van Canada. Een nationaal significant voorbeeld van neogotische architectuur en een dat voldoet aan de principes van Cambridge Camden Society                                                                                          |            |
| Speksteengroeves van Fleur de Lys                                                   | c. 400 na Chr.                               | 1982      | Fleur de Lys                    | Speksteen was een belangrijke grondstof voor veel inheemse gemeenschappen in Newfoundland, voornamelijk gebruikt voor kommen en olielampen. Deze archeologische site bewaart aanzienlijk bewijsmateriaal over ontginningstechnieken van de Dorsetcultuur                                                                                       |            |
| St. John's Court House                                                              | 1904 (afgewerkt)                             | 1981      | St. John's                      | Een gerechtsgebouw in neoromaanse stijl dat opgetrokken is in graniet en zandsteen. Het grootste gerechtsgebouw in de provincie en vertegenwoordiger van het rechtsstelsel in Newfoundland |            |
| Kerkprovincie van St. John's                                                        | /                                            | 2008      | St. John's                      | Gebouwen en landschapskenmerken geassocieerd met de rooms-katholieke, anglicaanse, verenigde (voorheen methodistische) en presbyteriaanse denominaties. Vertegenwoordiger van de betrokkenheid van christelijke instellingen in de geschiedenis en het politieke leven van St. John's en de provincie                                          |            |
| Kustverdedigingswerken van St. John's uit de Tweede Wereldoorlog (Atlantic Bulwark) | 1939 (opgericht)                             | 1993      | St. John's                      | St. John's diende als de belangrijkste Noord-Amerikaanse basis voor trans-Atlantische escorts tijdens de Tweede Wereldoorlog. Canadese en Amerikaanse pistoolbatterijen en Canadese luchtmacht-eskadrons beschermden de haven van St. John's                                                                                                   |            |
| St. Patrick's Church                                                                | 1881 (afgewerkt), 1914 (torenspits)          | 1990      | St. John's                      | Een bekend voorbeeld van neogotische architectuur in Canada. Het ontwerp weerspiegelt de sterke banden tussen Ierland en Newfoundland, evenals de invloed van de Victoriaanse architectuur op koloniale kerken |            |
| St. Thomas Rectory / Commissariat House and Garden                                  | 1821 (afgewerkt)                             | 1968      | St. John's                      | Een houten gebouw dat door het Corps of Royal Engineers voor het Britse militaire garnizoen gebouwd is. Na 1870 diende het als de pastorie voor de Oude Garnizoenkerk |            |
| Signal Hill                                                                         | 1660 (begin militaire rol)                   | 1951      | St. John's                      | Een grote heuvel die de toegang tot de haven van St. John's omlijst, te herkennen aan het profiel van Cabot Tower. De site speelde een belangrijke rol in Canada's defensie- en communicatiegeschiedenis |            |
| Tilting                                                                             | 1730 (opgericht)                             | 2003      | Tilting                         | Een vissersdorp (outport) op Fogo Island. Illustratief voor de aanpassing van Ierse nederzettingspatronen aan Newfoundland en een zeldzaam overlevend voorbeeld van landschapselementen uit het midden van de 18e eeuw |            |
| Voormalig hoofdkwartier van de Newfoundland Railway                                 | 1903                                         | 1988      | St. John's                      | Een stenen gebouw met twee en een halve verdieping dat zowel designelementen uit de Second Empire- als de Châteaustijl heeft. Herdenkt de belangrijke rol die de Newfoundland Railway speelt in de sociale, economische en politieke geschiedenis van de provincie                                                                             |            |
| Voormalig treinstation van Carbonear                                                | 1918 (afgewerkt)                             | 1988      | Carbonear                       | Een houten gebouw met één verdieping, een schilddak en een overhangende dakrand. Vertegenwoordiger van de stations op de Newfoundland Railway |            |
| Vuurtoren van Cape Pine                                                             | 1851 (afgewerkt)                             | 1974      | Cape Pine                       | Eerste van een reeks geprefabriceerde ijzeren vuurtorens (voor transport naar en montage op ruige locaties) die in de 19e eeuw op Newfoundland opgetrokken werd. Het eerste landingslicht gebouwd op de gevaarlijke zuidkust van het schiereiland Avalon om scheepvaart door de Cabotstraat te begeleiden                                      |            |
| Vuurtoren van Cape Race                                                             | 1907 (afgewerkt)                             | 1975      | Cape Race                       | Ten tijde van de bouw van deze vuurtoren was dit de belangrijkste aan de gevaarlijke zuidkust van het schiereiland Avalon. Hij huisvestte een van de krachtigste verlichtingsapparaten ter wereld |            |
| Vuurtoren van Cape Spear                                                            | 1835 (afgewerkt)                             | 1962      | Cape Spear                      | De oudste nog bestaande vuurtoren op Newfoundland, gebouwd op het meest oostelijke punt van Noord-Amerika. Gebouwd in 1835 door de Kolonie Newfoundland om de nadering van de haven van St. John's aan te geven |            |
| Water Street Historic District                                                      | 1847 (begin van heropbouw na het Great Fire) | 1987      | St. John's                      | Twintig 19e-eeuwse handelsgebouwen aan Water Street in de buurt van de haven. Vertegenwoordiger van de bedrijven die verbonden zijn met de visserij in Newfoundland en de Atlantische handel |            |
| Winterholme                                                                         | 1907 (afgewerkt)                             | 1991      | St. John's                      | Een huis oorspronkelijk gebouwd voor de lokale zakenman Marmaduke Winter; een bekend voorbeeld van een conservatieve benadering van de Queen Anne Revivalstijl in de Canadese huisarchitectuur |            |